# Névai László
Névai László (Budapest, 1914. február 24. – Budapest, 1983. július 30.) jogász, egyetemi tanár, az állam- és jogtudományok doktora (1977).

## Élete
Névai (Neufeld) Lipót Lajos (1887–1962) bankhivatalnok és Riesler Lotti (1890–1940) gyermekeként született. Tanulmányait a Pázmány Péter Tudományegyetem jogi karán folytatta, ahol 1936-ban „summa cum laude’’ minősítéssel szerzett diplomát. Egyetemi évei alatt baloldali ifjúsági mozgalmak résztvevője volt. A Nyugatban és baloldali folyóiratokban jelentek meg írásai. Ezt követően ügyvédjelölt volt.
1942 októberétől a Szovjetunióban különböző parancsnokságokon politikai munkatársként, illetve szerkesztőként dolgozott. Ugyanekkor lépett be a Kommunisták Magyarországi Pártjába. A Vörös Hadsereg állományában részt vett az ukrajnai, a magyarországi, az ausztriai és a csehszlovákiai harcokban.
A Magyar életrajzi lexikon szerint 1946–1952 között a Kábel Szovjet Elektromosipari Rt. magyarországi fióktelepén főügyész.
1950-től oktatott az Eötvös Loránd Tudományegyetem jogi karán.
1949-ben egyetemi magántanárrá, 1950-ben tanszékvezetővé, 1952-ben egyetemi tanárrá nevezték ki az általa alapított[forrás?] Szovjet Jogi Tanszékre, 1965-től a polgári eljárásjogi tanszék vezetője volt.
Közben 1952. november 15. és 1954. augusztus 31. között a Jogi és Államigazgatási Könyv- és Folyóiratkiadó szerkesztője volt.
Felesége Futó Ella (1914–1994) volt.
A Kozma utcai izraelita temetőben nyugszik (5B-1-9).

## Tudományos munkája
Tudományos pályája kezdetén büntetőjogi kutatásokkal foglalkozott, később a törvénykezési szervezettel és a polgári eljárásjog kérdéseivel. Az 1945 utáni első magyar alkotmányjogi tankönyv (1945) egyik szerzője. Több polgári eljárásjogi tankönyvet is írt, illetve szerkesztett.
Másfél évtizedig volt főszerkesztője a Külföldi Jogi Szemlének, majd a Magyar Jog c. folyóirat Külföldi Jogi Szemle és Figyelő című rovatait szerkesztette. Ő kezdeményezte és szervezte Budapesten a szocialista polgári eljárásjogászok első nemzetközi konferenciáját. Rendszeresen részt vett a polgári eljárásjogi és törvénykezési szervezeti tárgyú kormányzati kodifikációs munkákban.

## Főbb művei
- Orosz-magyar jogi és államigazgatási szakszótár (Tardy Lajossal, Budapest, 1951)
- Magyar polgári eljárásjog (társszerkesztő, Budapest, 1959)
- Magyar törvénykezési szervezeti jog (egyetemi tankönyv, Budapest, 1961)
- A polgári perrendtartás magyarázata (Szilbereky Jenő, Budapest, 1967, I-II., 1975-76)
- Polgári eljárásjog (egyetemi tankönyv, társszerző Szilbereky Jenő, Budapest, 1968, 1980)
- A magyar polgári eljárás alapvonalai és a törvénykezési reform (Budapest, 1973)
- Kereset, tárgyalás és ítélet a magyar törvénykezési reform után (Budapest, 1974)
- Szocialista polgári eljárásjogi bibliográfia (1945-1974) (Budapest, 1977)
- Fejezetek a törvénykezési szervezet és a polgári eljárás történetéből (Budapest, 1979)
- Ügyészségi tanulmányok (egyetemi jegyzet, Budapest, 1979).

## Díjai, elismerései
- „Az 1941–1945. évi nagy honvédő háborúban aratott győzelem 20. évfordulója” emlékérem (1969)
- Vörös Csillag Érdemrend (1969)
- Munka Érdemrend arany fokozata (1974)
- „Az 1941–1945-ös évek nagy honvédő háborújában aratott győzelem 30. évfordulója” emlékérem (1976)